# II. szegedi képregényfesztivál
A II. szegedi képregényfesztiválra 2010 novemberében került sor. Az esemény főszervezője a 2009-es esztendő után újra a szegedi Somogyi-könyvtár volt, társszervezője pedig a Grand Café mozi.

## A fesztivál résztvevői, újdonságai

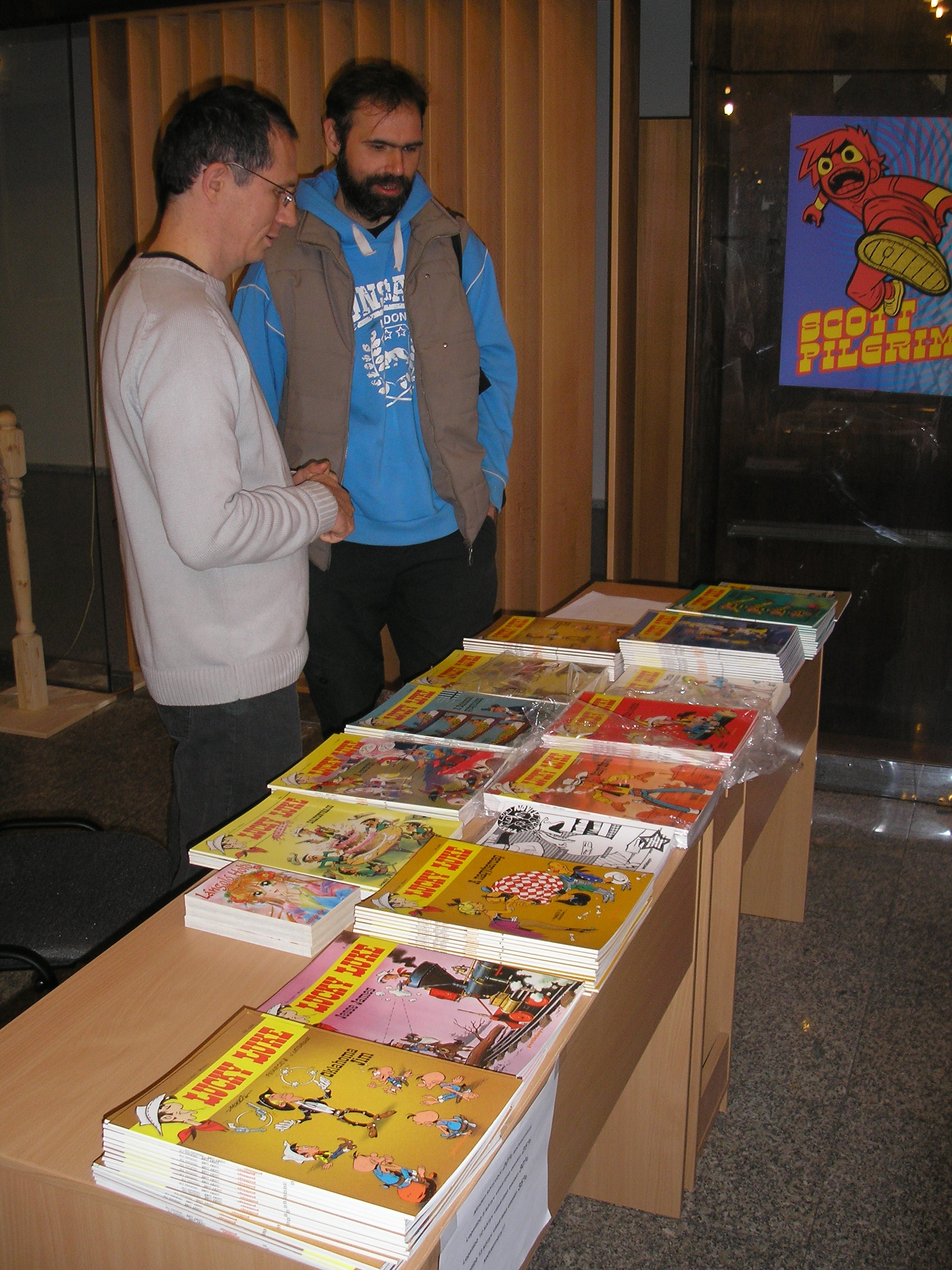
Lucky Luke képregények a szegedi fesztiválon

Az eseményen a tavalyi évhez hasonlóan ismét számos a képregényhez, mint műfajhoz értő személy megjelent, s előadást tartott annak változatos formáiról. A magyar, amerikai és japán képregény-történet eltérő időszakai illetve azok aktualitásai kerültek bemutatásra a rendezvényen.
Az előző esztendőhöz viszonyítva több képregénykiadással foglalkozó kiadó jelent meg a csongrádi fesztiválon. Első ízben látogatott el Szegedre a főleg Marvel képregényeket megjelentető Kingpin kiadó, a Kázmér és Hubák hazai „gondozója” a Vad Virágok Könyvműhely és Scott Pilgrim valamit Persepolis köteteket közlő Nyitott Könyvműhely. Természetesen az 1. rendezvényen árusító Fumax és Pesti Könyvkiadó is ott volt a csongrádi megyeszékhelyen. A többi magyarországi kiadó köteteit a képregények terjesztésével foglalatoskodó Képregény Nagyker hozta el a fesztiválra. Lehetőség volt régebbi magyar képújságok beszerzésére is egy antikváriumnak köszönhetően.
Számos újdonság jelent meg erre az eseményre. Itt volt országosan először kapható a Rusz Lívia monográfia; Fujkin István monográfia; Színes Képregénymúzeum #1 – Rusz Lívia: Csipike és a többiek; Kázmér és Huba #8: Annyi a tennivaló!; Új Marvel Extra 1; Az Igazság Ligája kalandjai 2; Scott Pilgrim #3; Kuczora Zsolt: Hidegbéke valamint Stephen King: Setét torony #2 kötete.

## Rusz Lívia-kiállítás
A rendezvény szervezői, egy kiállítás keretében, a 2010 szeptemberében 80. életévét betöltő grafikus, festőművész és képregényrajzoló Rusz Lívia előtt tisztelegtek. A művésznő nevéhez, aki a fesztivál díszvendége volt, olyan alkotások fűződnek, mint Csipike, az óriás törpe, vagy Tolkien Babójának illusztrálása. Emellett számos képeskönyv, mesekönyv, gyermeklap és képregény tartalmazza Rusz munkásságának nyomait. Dodo Niţă és Kiss Ferenc a szegedi eseményre időzítve jelentette meg a Rusz Lívia monográfia című művet, ami a képregényrajzoló életpályáját mutatja be. Ugyancsak a csongrádi képregényes rendezvényen debütált a Kiss Ferenc és Kertész Sándor által, az 1960-as és 1970-es években az erdélyi Napsugár és Jóbarátok című gyereklapokban futott, Rusz Lívia munkáit tartalmazó Csipike és a többiek című kiadvány (a képregény teljes címe: Színes Képregénymúzeum #1: Csipike és a többiek).
A kiállítás során a könyvtár, valamint Kiss Ferenc és Rusz Lívia gyűjteményéből származó ereklyéket tekinthetett meg az érdeklődő. Emellett Kiss Ferenc egy előadás keretében beszélgetett a díszvendéggel annak életútjáról, pályafutásáról.

## A fesztivál programja[5]

### Somogyi-könyvtár
- 10:00: Megnyitó
- 10:30-11:00: Képregény fapapucsban (Előadó: Pilcz Roland)
- 11:00-11:30: Atomizált múltból a fényes jövő felé (Előadó: Tóth László)
- 11:30-12:00: Az aranykor megrontása – a „bekódolt” ifjúság? (Előadó: Váradi Gábor és Szabó Gergő)
- 12:00-12:20: Szünet
- 12:20-12:50: Az indián mítosz a képregényekben és a valóság (Előadó: Kertész Sándor és Fujkin István)
- 12:50-13:20: Promenád a gyönyörbe – sikerkalauz magyar képregényalkotóknak (Előadó: Vadas Máté és Torjai Ádám)
- 13:20-13:50: Usagi kontra Kensin: párhuzamos képregényelemzés 3+1 menetben (Előadó: Bayer Antal)
- 13:50-14:10: Szünet
- 14:10-15:30: Kincses Kolozsvártól Rákosszentmihályig (Előadó: Kiss Ferenc és Rusz Lívia)
- 15:30-16:00: Szünet
- 16:00-16:30: Karakterek 3D-ben (Előadó: Rozgonyi Zalán)
- 16:30-17:00: Művészet vagy üzlet? – a Shuukan Shounen Jump felemelkedése és tündöklése (Előadók: Márki Szabolcs)
- 17:00-17:30: Lencsilány és egyéb vidámságok (Előadó: Lakatos István és Szabó Zoltán Ádám)

### Grand Café mozi
18:30-  Rajzfilmek 8 mm-es filmszalagokon, eredeti technikával vetítve a Super 8-as akrobatacsoport közreműködésével.

## Lásd még
- Szegedi képregényfesztivál
- I. szegedi képregényfesztivál